# Agorisme
Agorisme er en politisk filosofi, som blev grundlagt af Samuel Edward Konkin III og udviklet med bidrag af J. Neil Schulman. Agorismens endemål er, at skabe et samfund hvor alle "relationer mellem mennesker er frivillige interaktioner – et frit marked." Begrebet kommer af det græske ord "agora," som var en åben plads til samling og handel i de antikke græske bystater. Ideologisk er agorismen et udtryk, der repræsenterer en revolutionær type af frimarkedsanarkisme.. Schulman integrerede tanken om undergrundsøkonomi i Konkin's anarkistiske filosofi, som er forsvaret for aktiviteter baseret på skattefri undergrundsøkonomisk aktivitet. Agorister mener at en sådanne undergrundsøkonomi vil føre til udviklingen af stærke private forsvar for frihed og privat ejendomsret.

## Øvrige emner
- Anarkokapitalisme
- Kapitalisme
- Voluntaryisme
- Uformel sektor